# Jill Ellis
Pour les articles homonymes, voir Ellis.
Jillian Anne Ellis, née le 6 septembre 1966 à Folkestone, est la sélectionneuse de l'équipe des États-Unis féminine de soccer de 2014 à 2019, célèbre pour avoir remporté à deux reprises la Coupe du monde féminine de football en 2015 et en 2019.
Elle se voit décerner le prix d'entraîneur de l'année 2015 FIFA pour le football féminin, puis 2019, le trophée équivalent de meilleur entraîneur de la FIFA.

## Biographie

### Débuts dans le football
Née près de Portsmouth et élevée au village anglais de Cowplain, fille de John Ellis, vétéran de la Royal Marine, Jill hérite de sa passion pour le football, mais peine à s'épanouir dans une société britannique ou ce sport est à l'époque très peu pratiquée par les femmes.
En 1980, sa famille s'installe dans le nord de la Virginie, où son père (qui deviendra, par la suite, l'entraîneur adjoint de l'équipe nationale féminine) ouvre une académie de soccer, dans laquelle Jill commence à jouer en compétition.
Dès 1984, en parallèle de ses études de littérature au collège de William et Mary, elle rayonne à l'université en tant que joueuse. À la fin de son cursus, elle choisit de marcher dans les pas de son père, où elle devient l'entraîneuse adjointe de Larry Gross au Wolfpack de North Carolina State en 1988. 
Repérée pour ses performances avec l'équipe féminine des Bruins d'UCLA (229 victoires, 14 nuls et 45 défaites) on lui confie dans les années 2000, les sélections américaines des U20 et 21.

### Sélection américaine
Entre 2008 et 2012, Jill Ellis devient l'adjointe de Pia Sundhage à la tête de la sélection américaine,qui remporte les Jeux olympiques de Pékin en 2008. 
Elle décroche en 2014 le poste de sélectionneuse nationale. Surnommé la « Dame de fer » en raison de sa rigueur et son niveau d'exigence rappelant l'ancienne premier ministre britannique, elle remporte dès 2015, sa première coupe du monde avec la sélection. Elle échoue néanmoins l'année suivante en quarts de finale aux Jeux olympiques de Rio.
Après sa victoire à la coupe du monde de 2019, Jill Ellis devient la première entraîneuse de l'histoire à remporter deux Coupes du monde féminines consécutives et détient un record de 102 victoires, sept nuls et 18 défaites seulement.
En juillet 2019, un mois après le deuxième titre mondial des « American Girls », Jill Ellis quitte la sélection américaine à la fin du mois d'octobre.
Depuis la fin de sa carrière d’entraîneuse, elle s'engage pour la promotion du football féminin et la réduction des inégalités entre les femmes et les hommes dans le sport.

## Statistiques
| Illinois Fighting Illini | 1997                  | 1998                  | 37  | 19  | 0  | 18 | 51,35 |
| UCLA Bruins              | 1999                  | 2010                  | 288 | 229 | 14 | 45 | 79,51 |
| États-Unis               | 1er septembre 2012    | 1er janvier 2013      | 10  | 8   | 2  | 0  | 80,00 |
| États-Unis               | 6 avril 2014          | 6 octobre 2019        | 122 | 98  | 17 | 7  | 80,33 |
| Total sur la carrière    | Total sur la carrière | Total sur la carrière | 457 | 354 | 33 | 70 | 77,46 |

## Palmarès
- Vainqueur du Championnat féminin de la CONCACAF 2014
- Vainqueur de l'Algarve Cup 2015
- Vainqueur de la Coupe du monde 2015 et de la Coupe du monde 2019

### Distinctions personnelles
- Entraîneur de l'Année de la CONCACAF 2015
- Entraîneur de l'Année FIFA pour le Football Féminin 2015
- 2e pour le prix The Best - Entraîneur de la FIFA pour le football féminin 2016
- The Best, Entraîneur de la FIFA 2019

## Vie privée
Jill Ellis est ouvertement lesbienne.